# Bosco di Sesera
Il bosco di Sèsera, detto anche bosco di Oricola, è un'area boschiva di circa 598 ettari situata tra i 570 e i 640 m s.l.m. nel comune di Oricola e parzialmente in quello di Carsoli (AQ) in Abruzzo. Il bosco è stato dichiarato dal Ministero dell'ambiente e dall'ente Regione Abruzzo sito di interesse comunitario unitamente ad altri luoghi inclusi nella rete dei siti SIC di Natura 2000 proposta dalla Commissione europea.

## Storia

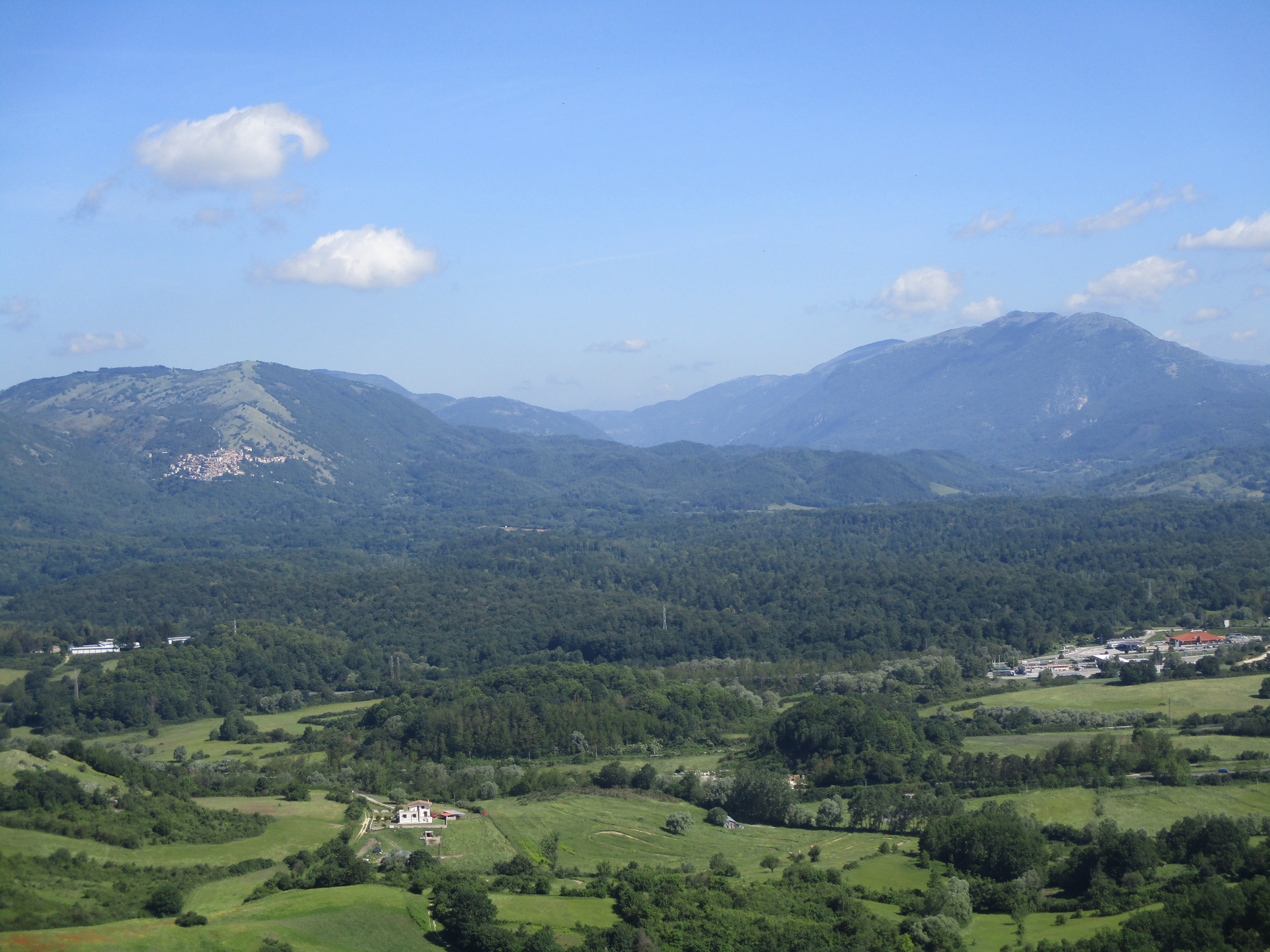
Il bosco visto da Oricola

Secondo una leggenda il luogo fu scelto come dimora dal generale Sisara, personaggio biblico da cui sarebbe derivato il nome del bosco. In località Muro Pertuso ai confini dell'area boschiva e all'interno della selva sono presenti alcuni resti dell'acquedotto di epoca romana che rifornì d'acqua l'antica città di Carsioli dal territorio montano del contemporaneo comune di Vivaro Romano. 
L'area, importante avamposto dei romani in territorio equicolo, era situata sin dall'epoca antica lungo le direttrici della transumanza verso la Campagna romana. Il bosco fu al centro delle vicende legate ai confini territoriali dei nuovi comuni di Oricola e Rocca di Botte tra la fine del XVIII secolo e i primi anni del Novecento, quando i due paesi conquistarono l'autonomia amministrativa dal comune di Pereto. 
Il bosco di Sesera è stato ufficialmente incluso nella rete dei siti SIC con decreto del 25 marzo 2005 e pubblicato sulla Gazzetta Ufficiale della Repubblica Italiana n. 157 dell'8 luglio 2005. Nel 2011 l'ente Regione Abruzzo ha adottato il piano di gestione per la salvaguardia e la valorizzazione dell'habitat naturale dell'area boschiva.

## Descrizione
Il bosco copre una porzione di circa 400 ettari sulla collina Rostere nella piana del Cavaliere. La sezione della conca intermontana, posta a tutela ambientale SIC, è pari a 597,8 ettari ed è situata al confine occidentale della regione Abruzzo con il Lazio.
Il bosco ricade per il 91,3% nel territorio comunale di Oricola e per il restante 8,7% in quello di Carsoli, tra le località di Civita di Oricola e Poggio Cinolfo in prossimità dell'autostrada A24 e della parallela via Tiburtina Valeria. L'area boschiva segna il confine dell'Abruzzo marsicano con i comuni laziali di Riofreddo, Vallinfreda e Vivaro Romano (RM).

### Flora e fauna
La vegetazione del bosco di Sesera consiste prevalentemente di castagni, cerri, faggi, farnie, pioppi, querce, roveri, tigli e di varie caducifoglie arboree. La fauna si caratterizza soprattutto per la presenza di uccelli come succiacapre, averle, picchi rossi, allocchi, poiane, rigogoli; di rettili e anfibi come cervoni, tritoni, ululoni dal ventre giallo; di mammiferi come il lupo appenninico e il ferro di cavallo minore.